# Absolón
Absolón čili Absolon je mužské jméno hebrejského původu (hebrejsky אבשלום‎, Avšalom, což znamená „otec míru“). Podle maďarského kalendáře má svátek 2. září. V Bibli byl nositelem tohoto jména Absolón – syn krále Davida. V Česku je toto jméno známější jako osobní příjmení.

## Absolón v jiných jazycích
- Slovensky: Absolón
- Německy, anglicky: Absalom
- Španělsky: Absalón
- Polsky: Absalon
- Maďarsky: Absolon
- Švédsky: Axel